# Joseph Orban
 (juillet 2014).
Si vous disposez d'ouvrages ou d'articles de référence ou si vous connaissez des sites web de qualité traitant du thème abordé ici, merci de compléter l'article en donnant les références utiles à sa vérifiabilité et en les liant à la section « Notes et références ».
Joseph Orban, né le 8 juillet 1957 à Likasi (Jadotville/ex-Congo belge) et mort le 2 juillet 2014 à Liège, est un poète, romancier, critique d'art belge.
Il a réalisé de nombreux ouvrages en collaboration avec des photographes et des peintres.

## Publications
- L’Attente. Auto-édition, Herstal, 1975. Poèmes.
- Elle, ailes frêles. Ed. La Soif étanche, Liège, 1976. Poèmes.
- L’Eurasienne ou La marée montante. Auto-édition, Herstal, 1977. Prose.
- Le Sexe tachycarde. Édition Atelier de l’Agneau, Liège, 1979. Prose. (Avec trois photographies de Hubert Grooteclaes).
- Sept. Édition Axe, Liège, 1983. Prose. (Sur sept gravures de Charles Nihoul).
- Des aigles bleus, des loups agiles. Auto-édition, Liège, 1984. Prose.
- Entre le blue et le jeans. Édition Édition Atelier de l’Agneau, Liège, 1984. Prose. (Avec une illustration de Robert Varlez).
- Lasse, Lola in Las Vegas. Édition GMH, Liège, 1985. Poèmes. (Sur des photographies de Liliane Vertessen).
- L’invisible, le bleu. Édition Axe, Liège 1989. Prose. (Avec des illustrations de Charles Nihoul).
- Calle Garibaldi, 1376B. Édition Axe, Liège, 1993. Prose. (Sur des croquis de Charles Nihoul).
- Un jour des morts. Édition Odradek. Liège, 1995. Poème en prose. (Sur sept linogravures de Francine Zeyen).
- Des amours grises, des ombres bleues. Édition Axe, Liège, 1998. Poèmes en prose. (Avec un frontispice de Charles Nihoul et Lukas Kramer).
- Désespérément, la ville… Édition Daily-Bul, La Louvière, 1999. Prose. (Sur des photographies de Philippe Gielen).
- Les gens disaient l'étable, Le Grand Miroir, 2007.
- Abbaye d'Orval - "Aurea vallis", Édition Noires Terres, 2007, (Sur des photographies de   Jean-Marie Lecomte)
- 027.7 BU : Les mots des bibliothèques, Édition Noires Terres, 2008, (Sur des photographies de  Jean-Marie Lecomte)